# استادز لونیگن
استادز لونیگن (انگلیسی: Studs Lonigan) یک فیلم به کارگردانی ایروینگ لرنر و بازی فرانک گورشین و جک نیکلسون است که در سال ۱۹۶۰ منتشر شد.